# Dlouhá Lhota (okres Mladá Boleslav)
Obec Dlouhá Lhota se nachází v okrese Mladá Boleslav, kraj Středočeský. Rozkládá se asi dvanáct kilometrů východně od Mladé Boleslavi. Žije zde 491 obyvatel.

## Historie
První písemná zmínka o obci pochází z roku 1383.

### Historie podle obecní kroniky
Jako mnoho Lhot roztroušených po různých místech Čech, tak i Dlouhá Lhota u Mladé Boleslavi odvozuje své jméno od lhůtovníků, osazenců míst v bývalých lesích, často pohraničních. Již Přemysl Otakar II. ve 12. a 13. století zakládal nejen města, která mu zvyšovala královské důchody i moc, ale na místech pustých a neobydlených hvozdů kolem zemských hranic vznikaly i mnohé nové vesnice. Každý osadník obdržel dědičně určitý pozemek, z něhož po určité době – lhůtě – odváděl nájem do pokladny komory královské, později třeba i vrchnostenské, a to buď v penězích, přírodninách nebo byl povinen vykonávat jisté ustanovené roboty. Je zřejmé, že takové vesnice byly ponejvíce zakládány poblíž stezek zemských, obchodních, vedoucích z Čech do okolních států. I při obchodní cestě vedoucí do tehdejšího Kladska, tedy směrem severovýchodním z Prahy, byly v tomto kraji zakládány nové osady, často zvané Lhůtky, později přejmenované na Lhoty. Lze tak vidět v kraji boleslavském a hradeckém Lhotu Pískovou, Husí, Mravinnou (tedy i tuto, teprve mnohem později přejmenovanou na Dlouhou), Lhotu Kacákovu, Semanovu, Bradleckou a mnoho jiných, pojmenovaných buď podle usedlíka, nebo podle nějaké místní zvláštnosti. A tak od nejstarších dob až do počátku 18. století se obec nazývala Lhotou Mravinnou, pak byla teprve přejmenována na Dlouhou Lhotu. Podle některých pramenů je Lhota Mravinná poprvé písemně zmiňována v roce 1383. Ve 14. století byla v držení Wartemberků, pánů ve Březně. Rokem 1416 spolu s velkostatkem Březno přešla obec do majetku Jindřicha Valdštejna, purkrabího v Hradci Králové, od něhož ji koupil Jan Lapáček ze Sukorad.
Jan Lapáček sídlil na vodní tvrzi sukoradské, která stála stranou tehdejší vesnice, na soutoku říčky Klenice a potoka tekoucího z Matrovic, což ji poskytovalo dostatečnou ochranu. Ještě dnes jsou základy vodní tvrze včetně valů a příkopů jí obklopujících patrné při cestě od Dlouhé Lhoty do Sukorad po pravé straně cesty, před mostem přes Klenici. Jan Lapáček se připomíná v listinách již v roce 1440, kdy byl přítomen mezi krajskými vladyky na sjezdu v Nymburce. Jeho erbem byl červený pruh v bílém poli, položený šikmo od pravé strany k levé. Nad helmou pak leží bílý chrt na zlaté podušce. K tvrzi přikoupil také poplužní dvůr – poplužní dvůr byl statek, ke kterému patřila pole a louky (nikoliv už lesy), a který měl tolik polností, které dokázal obdělat pár koní (popluží je také délková míra o velikosti dvou volů stojících za sebou). Na rozdíl od statku kmetcího (tj. selského, poddaného) poplužní dvůr nebyl zatížen povinnou robotou ani úroky. Roku 1457 dostal Jan Lapáček od krále Ladislava vesnici Skašov, ke které příslušelo šest dvorů kmetcích s ročním úrokem 3 kopy a 56 grošů českých, lesy a další pozemky. Na Skašově býval před rokem 1440 dvůr poplužní později rozdělený na zmíněné dvory kmetcí, panošská rodina zde sídlící se psala „ze Skašova“. Celý Skašov později přešel na Petra Božiště, ten zde ovšem nebydlel, protože měl majetek i jinde. Když pak bez dědiců zemřel, připadlo dědictví královské koruně a král Ladislav mohl Skašov věnovat podnikavému a již bohatému Janu Lapáčkovi.
Jan Lapáček díky nabytému majetku koupil někdy mezi roky 1457 a 1470 březenské dvory včetně Lhoty Mravinné. Roku 1473 se přestěhoval do Března a stal se vlastně zakladatelem rozsáhlého panství březenského, ke kterému od té doby patřily i statky v Sukoradech a na Skašově. Vodní tvrz v Sukoradech zanikla následkem požáru (neznámo kdy přesně) a Sukorady se nadále uváděly jako „ves příslušná“ k Březnu. Téhož roku ovšem pan Jan Lapáček zemřel a držitelem panství se stal jeho syn Jiří. Ještě někdy v 15. století bylo panství prodáno Janu ze Šumberka a jeho manželce Dorotě z Handštejna, kteří jej dále prodali mladoboleslavskému hejtmanovi Jindřichu Hložkovi ze Žampachu. K povinnostem poddaných vesnic v té době patřila i údržba cest. Pan Jindřich Hložek přikázal, aby cestu u Sukorad od mostu k borku matrovickému spravovaly vesnice Mravinná Lhota a Skašov. Vesnice dostávají kus „chrástu“ – lesa nad rybníkem čížovským a pod panským lesem březenským pod závazkem: „Lhotečtí a Skašovští mají cestu u Sukorad, nad chobotem velkého březenského rybníka spravovat a k opravě té cesty si měli potřebné roští v tom lese roubati a za ostatní užívání toho lesa a pastviny v něm, měli společně vrchnosti ročně 20 grošů platit“. A tato povinnost platila ještě i roku 1658.
Jindřich Hložek ze Žampachu zemřel roku 1543, při vyřizování kšaftu (závěti) se uvádí: „ze dvou truhlic, které v bytě ve Březně choval, v jedné bedně byly uloženy peníze sirotčí ze Sukorad, Lhoty Mravinné a Skašova dohromady“ a že: „v těch truhlících cedule jsou, co v které peněz je, že klíče od nich mají rychtáři a konšelé z těch vesnic a kšaftující poroučel, by s těmi truhlicemi po jeho smrti hýbáno nebylo bez vůle rychtářů a konšelů, by sirotkům žádná škoda nenastala“. Od roku 1544 se stává dědicem panství březenského rod rytířů Bubnů z Bubna a po celých 205 let, až do roku 1749, zůstalo panství majetkem tohoto rodu. Prvním majitel z rodu Bubnů byl Otík z Bubna, manžel Jindřichovy sestry Ofky, a tedy švagr jeho bratra a přímého dědice Matěje. Otíkovi synové Heřman a Jindřich si po jeho smrti rozdělili panství na dva přibližně stejné díly, Jindřich zůstal březenským a Heřman byl skašovským pánem. Jindřichovi patří Březno městečko, tvrz, dvůr poplužní, pivovar, mlýn, kostelík bez kněze, 23 usedlíků, rychta s pozemky, Židněves (28 usedlíků), Telib (4 stavení a jedna usedlost), Lhotky (ves zaniklá s jednou novou chalupou), Lhota Mravinná, ze které jen ale 2 krčmy výsadní, 13 rybníků a lesy. Do Heřmanova dílu patřil poplužní dvůr Matrovice, Lhota Mravinná (jen 21 usedlíků, zbytek zůstává Jindřichovi), Sukorady (15 usedlíků), Skašov (9 usedlíků, lesy, pastviny a 19 rybníků).
Bubnové byli roku 1629 povýšeni do stavu panského a roku 1644 do stavu hraběcího. Od roku 1629 se píšou „z Litic“, protože jejich prastrýc Mikuláš jim odkázal své panství na Královéhradecku pod podmínku, že přijmou příjmení „z Litic“. V erbu měli buben v modrém poli, později byl erb rozdělen na dvě svislá pole – v levém zlatém poli byl buben hřebíčkové barvy vzhůru na pokos postavený, v pravém poli, modrém, byla zlatá koruna. Na vrchní části erbu je pak lví hlava. Kousek od Mravinné Lhoty býval v té době velký rybník Klenický (dávalo se do něj mimo jiných ryb i 400 kop kaprové násady). Roku 1570 byla ale při velké povodni stržena jeho hráz a rybník zanikl, půda byla přeměna na pole a pastviny. Mezi bratry Jindřichem a Heřmanem propukl spor o pohraniční pozemky. Do Března přijel zemský úředník, který v protokolu uvádí: „Dále jsem byl veden od Lhoty Mravinné k rybníku tam pana Adama Krajíře z Krajku. Tu jsem spatřil, jest velmi veliký, kterýž rybník se strhl, jehož jsou mi lidé zprávu dali, a mlýn i s gruntem i s půdou voda všechno vzala a pryč odnesla a dosti daleko a ta voda šla na rybník březenský a ten též strhla.“
Pan Krajíř prodal zpustlý rybník panu Heřmanu Bubnovi a ten jej připojil ke Skašovu. Skašovský statek byl kvůli propadnutí zástavy za dluh úředně odhadován roku 1660 a rybník byl popisován jako „rybník velký u Lhoty Mravinné, od mnoha let pustý, místy velkým dřívím zarostlý“. Jindřich byl ženatý, Heřman svobodný, oba bydleli v Březně. Heřman postavil tvrz na Skašově a založil zde i poplužní dvůr. Po roce 1558 se přestěhoval na novou tvrz a začal se psát „na Skašově“. Tvrz stála na místě pozdější obilní sýpky, byla ale větších rozměrů. Zachovala se část sklepů a pověsti o zakopaném pokladu. Heřman postavil kovárnu i krčmu a zakládal na Skašově také zahrady a sady. V Matrovicích vybudoval mlýn, náhon vedl od Bechova. Nikdo z panství nesměl vozit do mlýna jinam než do Matrovic, kde byly zbudovány i sádky a haltéře. Přikoupil ves Řitonice, ke Skašovu tak patřily tři poplužní dvory: matrovický, skašovský a řitonický. Roku 1578 prodal Heřman celý Skašov za 27 000 kop grošů českých paní Elišce, purkrabínce z Donína, provdané za Krištofa z Wartemberka. Roku 1610 ale pan Mikuláš Vratislav z Bubnů, pán ve Březně (syn Jindřicha) odkoupil Skašov od Elišky a panství tak bylo po 52 letech opět sceleno. Mikuláš se pak podepisoval „pán ve Březně a na Skašově“.
Ve třicetileté válce v letech 1618–1648 veškeré osady březenského panství a Skašova zpustly nebo byly zničeny. Ještě dlouho po válce, roku 1660, byla téměř všechna pole zarostlá křovím, v Mravinné Lhotě bylo 9 gruntů zpustlých, na Skašově tvrz zpustlá, zůstaly z ní jen zdi a sklepy s vypáleným dvorem, v Řitonicích zůstal jen kostel, jedna chalupa a zbytek dvora poplužního. Mikuláš Vratislav měl tři syny, Jindřicha Jana, Heřmana Šťastného a Kunatu Jaroslava. Jindřich sídlil na svém královéhradeckém panství na Žamberku a v Litici, oba další bratři zůstali ve Březně, než Heřman zemřel (1631). Protože v době třicetileté války byli Mikulášovi synové ještě příliš malí, než aby se mohli zapojit do povstání proti Ferdinandovi II., zůstali ušetřeni perzekucí. Ale násilné rekatolizaci se nevyhnuli. Nejstarší Jindřich sice víru změnit nechtěl a raději odešel do ciziny, nejmladší Kunata však na matčino naléhání přestoupil na víru katolickou a stal se tak majitelem celého panství. Jindřich se ale nakonec z ciziny vrátil, rovněž konvertoval ke katolíkům a oba bratři byli povýšeni do stavu panského. Psali se „z Bubna a Litic“. Jindřich Jan zemřel roku 1653 a podílníkem panství březenského se Skašovem se stal jeho syn František Adam. Po sto letech bylo panství znovu rozděleno. Kunata Jaroslav měl Březno, Židněves, Lhotu Vysokou (Lhotka), Řehnice (přikoupené od panství hejkovického), v Telibi pak poplužní dvůr a ovčín. František Adam získalá Skašov, Řitonice, Matrovice, Lhotu Mravinnou, Sukorady, lesy a rybníky.
Skašov však byl ještě hrabětem Jindřichem Janem zadlužen. Roku 1660 byl úředně odhadnut a rozdělen na pět nestejných dílů na úhradu věřitelům. Hrabě Kunata Jaroslav ale čtyři díly vykoupil zpět, pouze část Sukorad, „sobotecká“ cesta u Martinovic a kousky luk na Klenici byly prodány hraběti Janu Humprechtu Černínovi z Chudenic. Dědictvím, sňatky i koupí pak březenské panství přešlo na různé rody: roku 1749 skončilo více než dvousetleté zdejší panování Bubnů z Bubna, pánů z Března a na Skašově, a majetek koupili Netoličtí z Netolic. Ale už o dva roky později (1751) bylo panství prodáno v „relicitaci“ Janu Adolfovi Kounicovi za 156 000 zlatých. Kounicové drželi panství až do druhé poloviny 19. století, kdy po smrti Albrechta Kounice zdědila panství dle rodinné úmluvy jeho dcera baronka Marie, vdaná za knížete Egona Hohenlohe z Waldenburgu, císařského komořího, a panství tak přešlo do majetku rodu Hohenlohe. Marie měla dceru Věru a dva syny, Albrechta a Alexandra. Starší Alexandr zemřel roku 1931 a je pohřben v Nových Zámcích. Roku 1933 zemřel i jeho mladší bratr, poslední březenský majitel z rodu Hohenlohe, duševně chorý a degenerovaný šlechtic Albrecht, který mimo jiné nechal vyvézt velkou část zámeckého archivu ve Březně na dvou vozech za Březno, kde byly dokumenty a doklady spáleny. Jeho matka Marie Hohenlohe Schillingfűrst Kounicová silně předlužené panství po částech rozprodala.
Březenský dvůr v rozloze 170 hektarů získal pražský továrník Englman za 2 miliony korun, za stejnou částku koupil zámek ve Březně a lesy u Obrubec architekt a stavitel Václva Stiebr z Karlína. Telib a Skašov s příslušnými lesy byly prodány za 1 milion korun obchodníkovi z Mladé Boleslavi Pavlu Gelnerovi. Tržba z prodejů ovšem nestačila ani na úhradu dluhů. Po druhé světové válce a nástupu komunistů k moci hospodařilo na pozemcích Dlouhé Lhoty Jednotné zemědělské družstvo, vzniklé násilnou kolektivizací. Roku 1958 byla obec převedena na přání svých obyvatel z okresu Mnichovo Hradiště (kraj Liberecký) do okresu Mladá Boleslav (kraj Praha), převod musela na svém jednání schválit dokonce československá vláda. V rámci centralizace státní správy se stalo roku 1976 Březno střediskovou obcí, pod kterou spadaly i obce Židněves, Dolánky, Dlouhá Lhota, Lhotky, Husí Lhota, Sukorady a Martinovice. Po společenských změnách vyvolaných listopadovými událostmi v roce 1989 se obyvatelé Dlouhé Lhoty rozhodli co nejdříve se od střediskového Března osamostatnit, což se povedlo po prvních obecních volbách k datu 1. ledna 1991. Od té doby je obec samostatná a řízená vlastním obecním zastupitelstvem v čele se starostou.

## Obecní správa
V letech 1850–1930 k obci patřily Petkovy.

### Územněsprávní začlenění
Dějiny územněsprávního začleňování zahrnují období od roku 1850 do současnosti. V chronologickém přehledu je uvedena územně administrativní příslušnost obce v roce, kdy ke změně došlo:
- 1850 země česká, kraj Jičín, politický okres Jičín, soudní okres Sobotka[5]
- 1855 země česká, kraj Mladá Boleslav, soudní okres Sobotka[5]
- 1868 země česká, politický okres Jičín, soudní okres Sobotka[5]
- 1939 země česká, Oberlandrat Jičín, politický okres Jičín, soudní okres Sobotka[6]
- 1942 země česká, Oberlandrat Hradec Králové, politický okres Jičín, soudní okres Sobotka[7]
- 1945 země česká, správní okres Jičín, soudní okres Sobotka[8]
- 1949 Liberecký kraj, okres Mnichovo Hradiště[9]
- 1960 Středočeský kraj, okres Mladá Boleslav[10]

## Společnost

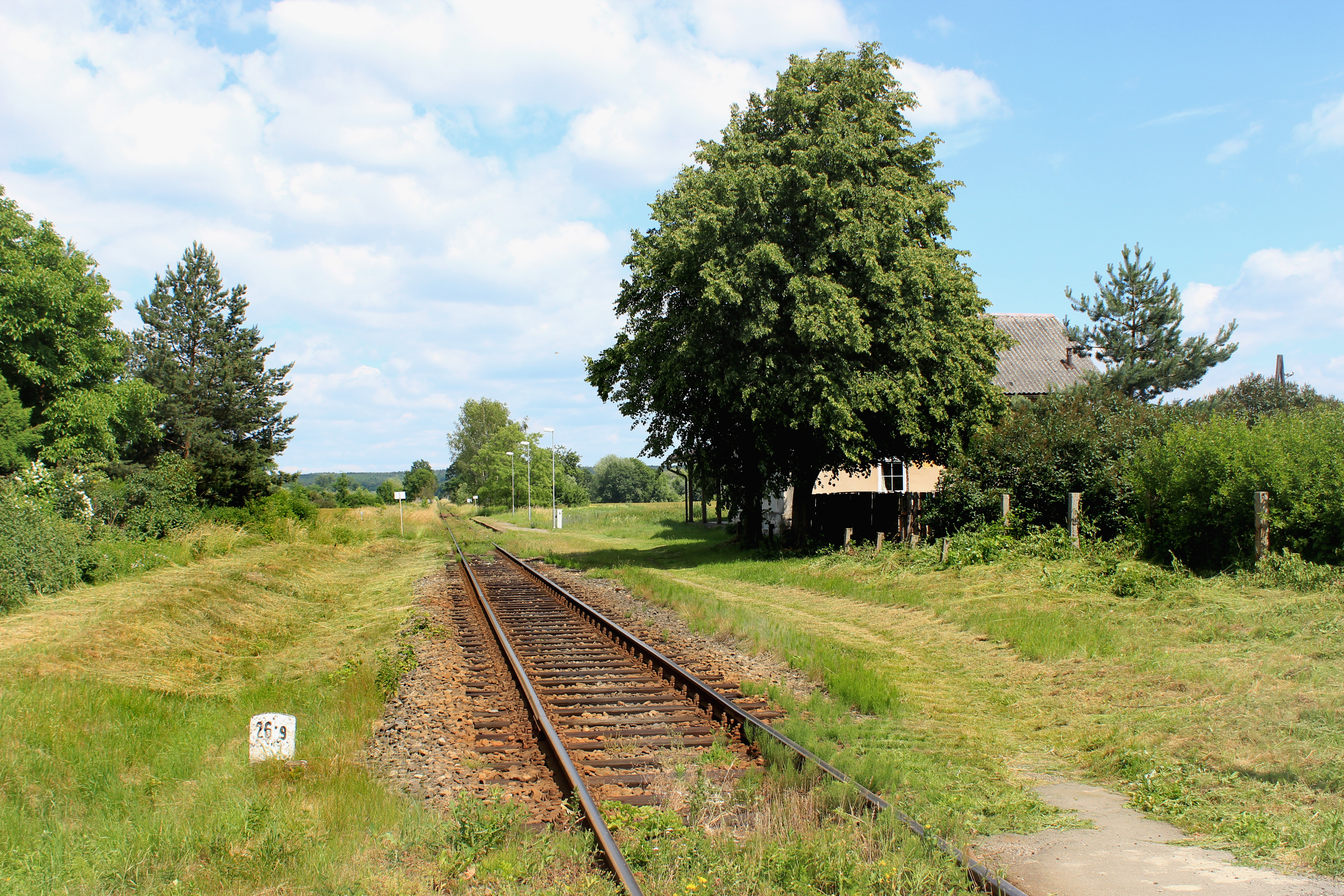
Malé nádraží na západním okraji vesnice

Ve vsi Dlouhá Lhota s 726 obyvateli v roce 1932 byly evidovány tyto živnosti a obchody: lékař, hospodářské strojní družstvo, 5 hostinců, kovář, krejčí, 2 mlýny, 3 rolníci, 3 obchody se smíšeným zbožím, spořitelní a záložní spolek, trafika, truhlář.

## Doprava
Silniční doprava
Obcí prochází silnice III. třídy. Ve vzdálenosti 2 km lze najet na silnici I/16 Mělník – Mladá Boleslav – Dlouhá Lhota – Jičín.
Železniční doprava
Obec Dlouhá Lhota leží na železniční trati 064 Mladá Boleslav – Dolní Bousov – Stará Paka. Jedná se o jednokolejnou regionální trať, doprava byla na trati zahájena roku 1905. Přepravní zatížení tratě 064 mezi Mladou Boleslaví a Dolním Bousovem činilo v pracovních dnech roku 2011 obousměrně 14 osobních vlaků. Na území obce leží železniční zastávka Dlouhá Lhota.
Autobusová doprava
V obci zastavovaly v pracovních dnech května 2011 příměstské autobusové linky Mladá Boleslav-Dlouhá Lhota-Libáň (5 spojů tam i zpět) (dopravce TRANSCENTRUM bus, s.r.o.) a Kopidlno-Libáň-Dětenice-Mladá Boleslav (4 spoje tam i zpět) (dopravce BusLine, a.s.) 

## Další fotografie

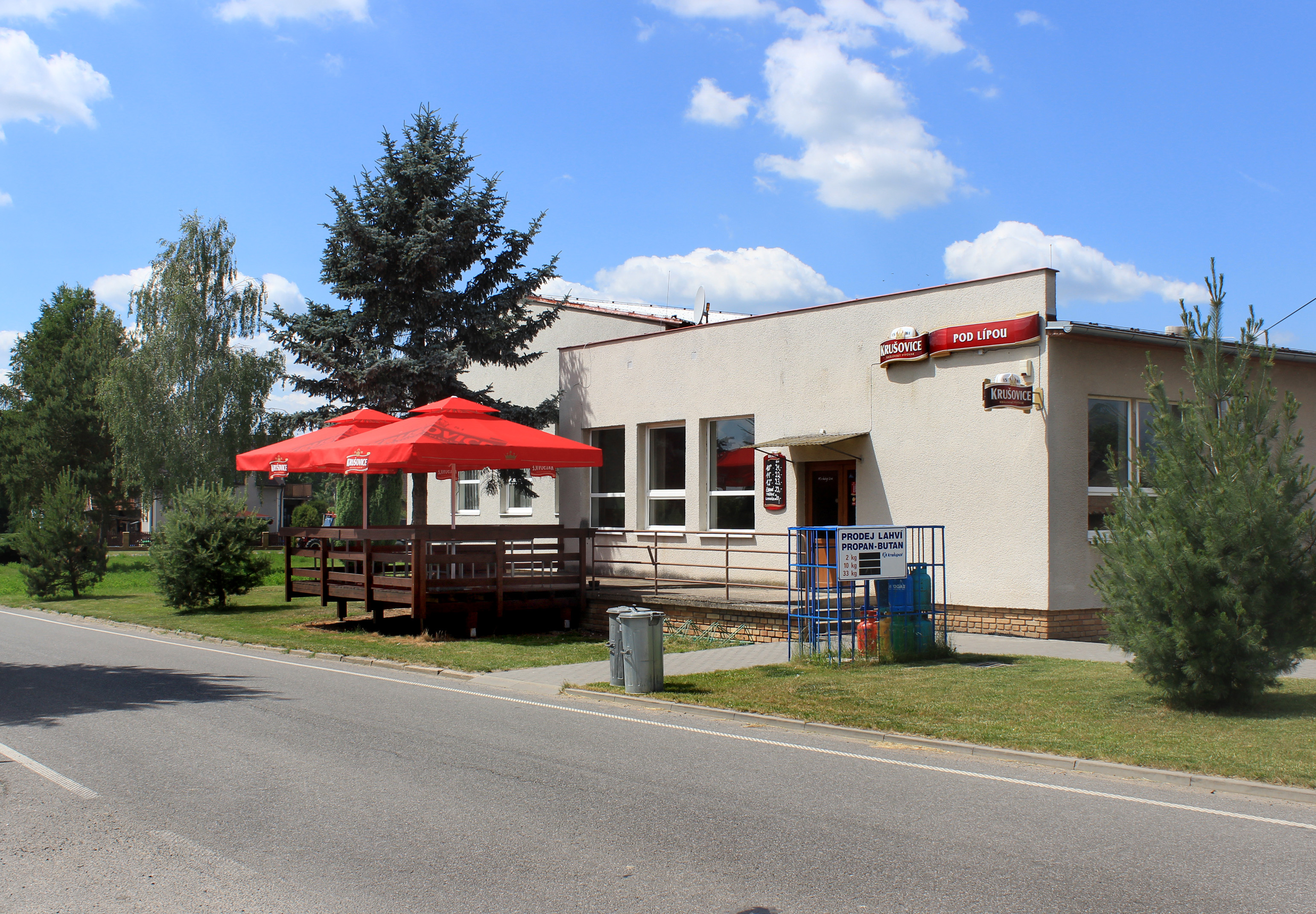
Restaurace
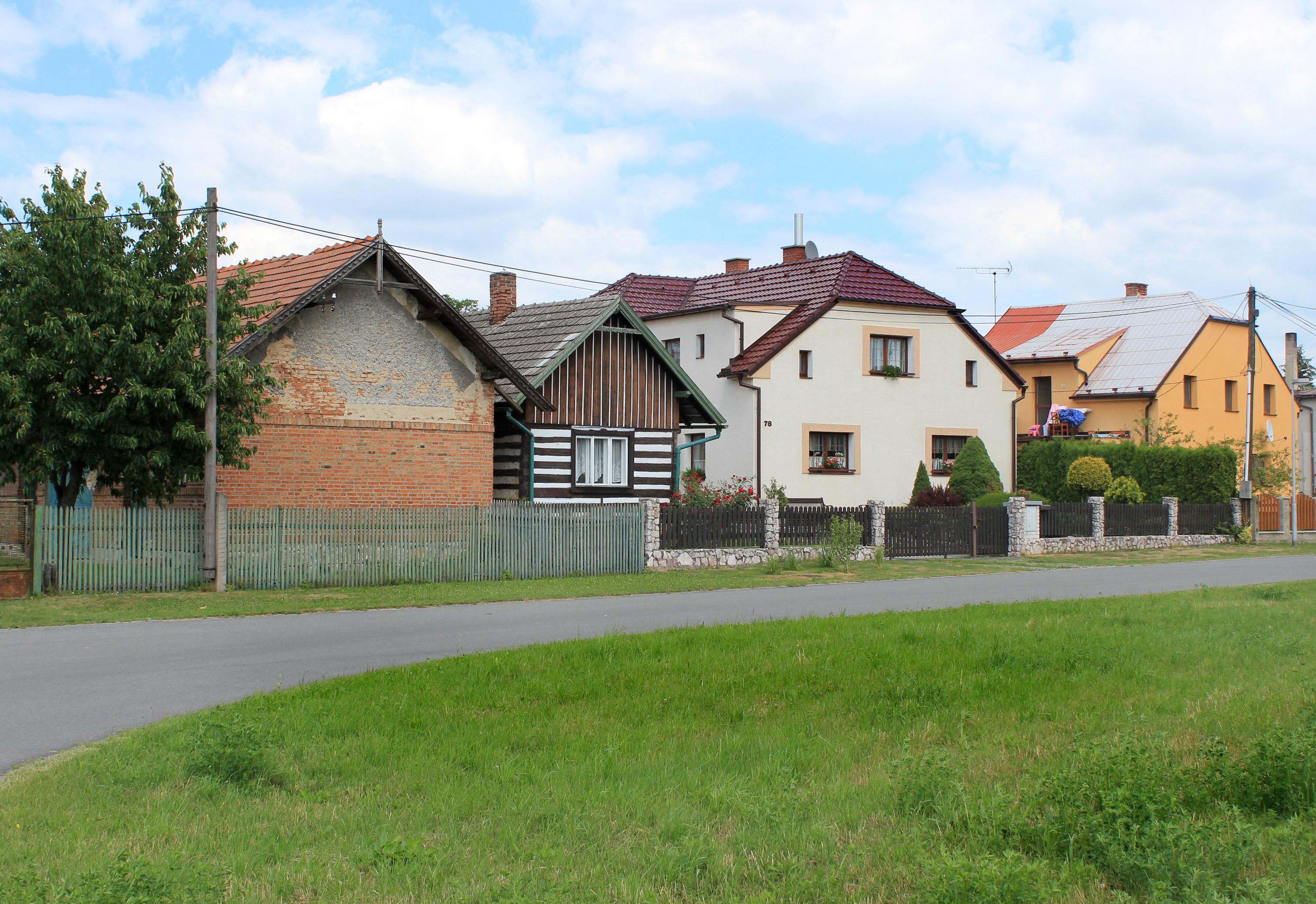
Náves
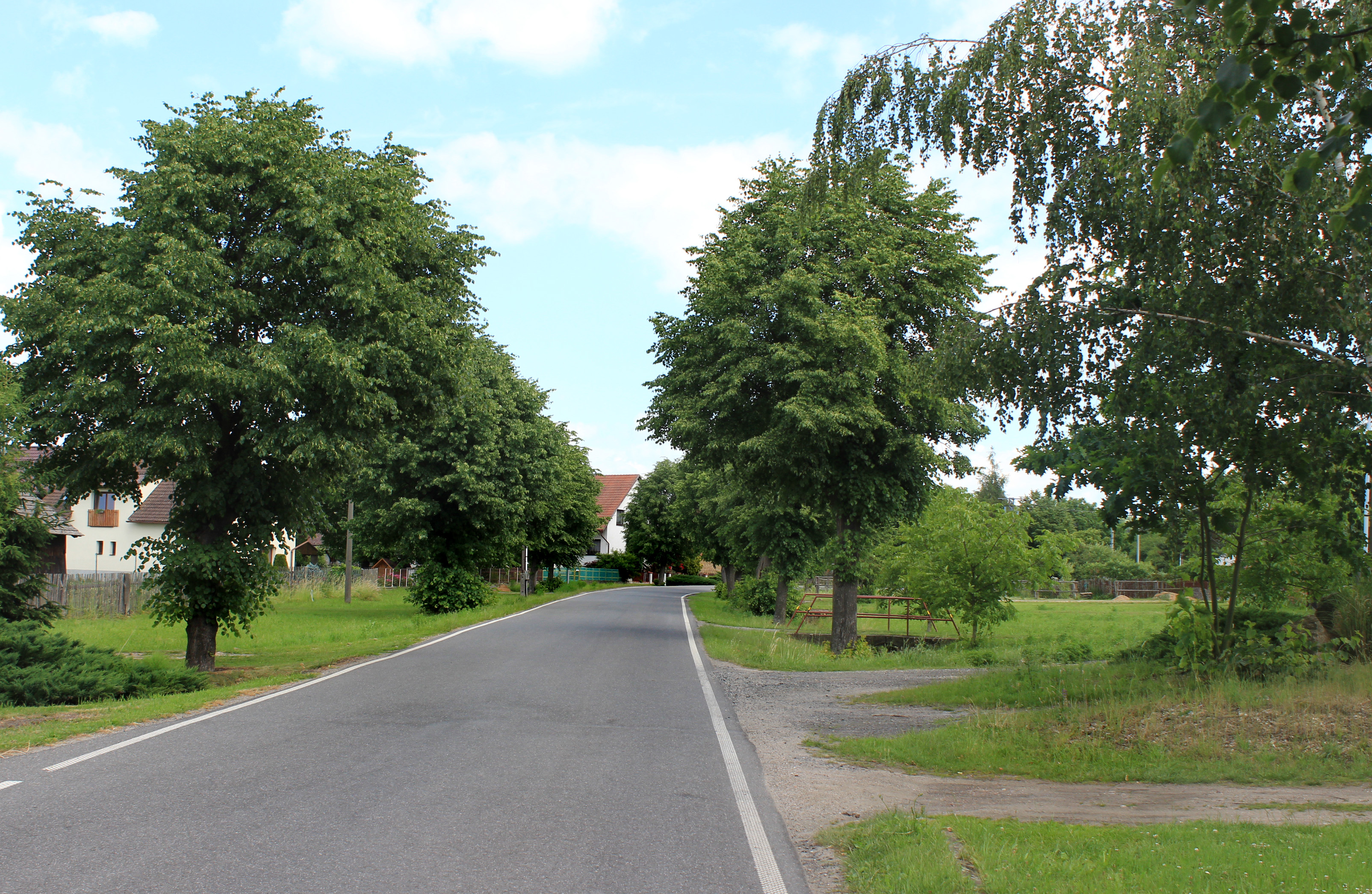
Hlavní silnice
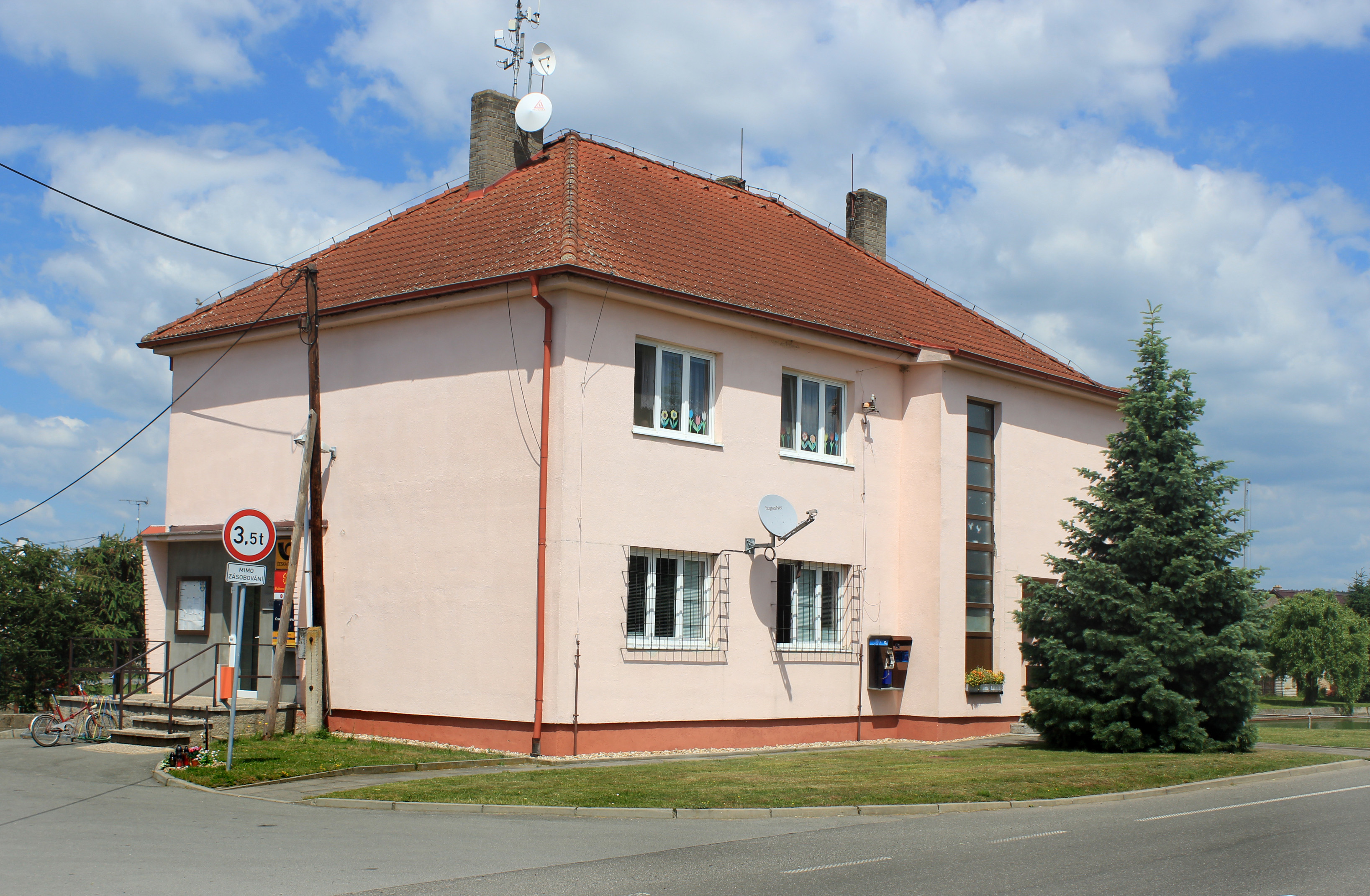
Obecní úřad s poštou
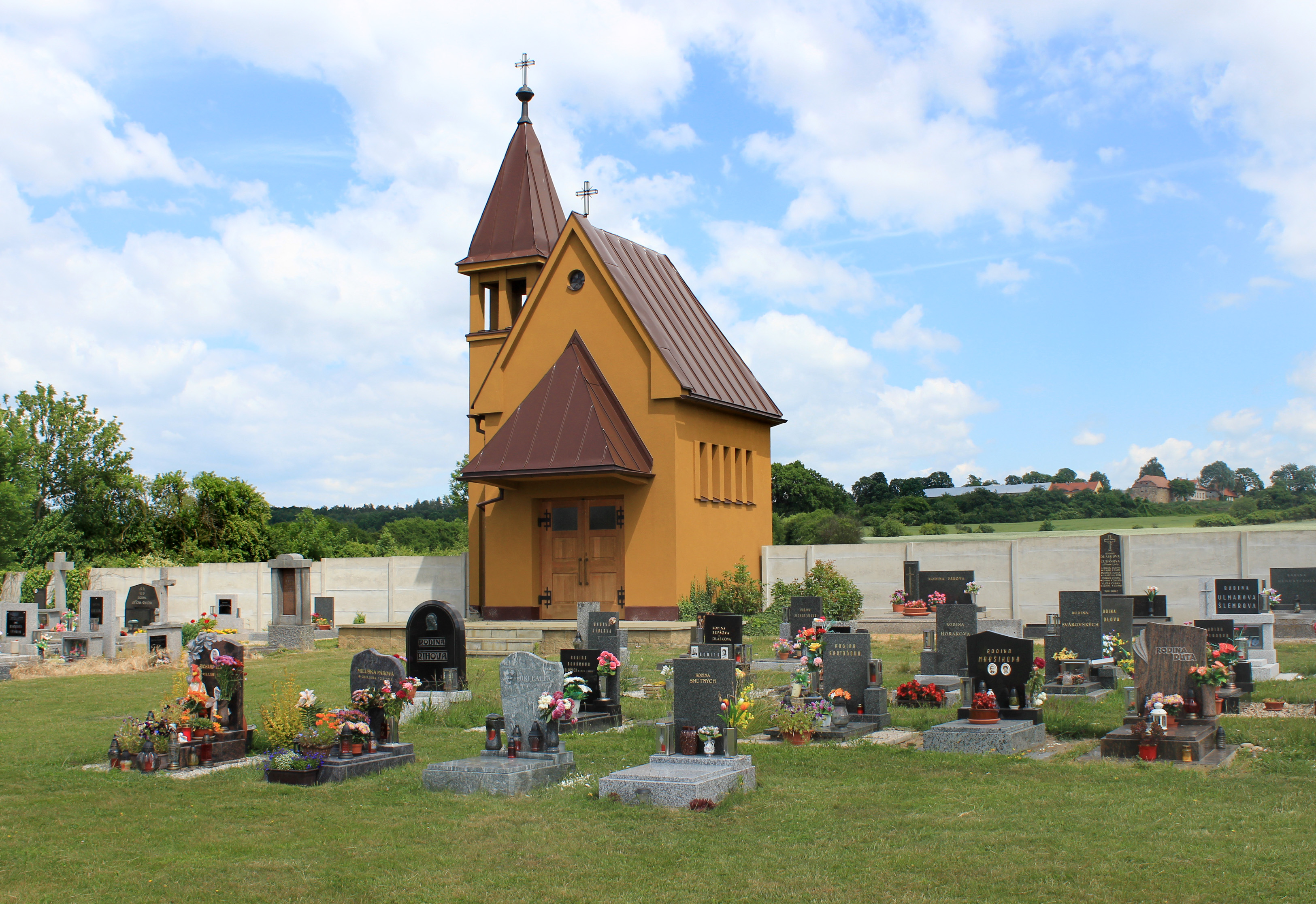
Kaple na hřbitově